# Lonchodes philippinicus
Lonchodes philippinicus är en insektsart som beskrevs av Frank H.Hennemann och Oskar V.Conle 2007. Lonchodes philippinicus ingår i släktet Lonchodes och familjen Phasmatidae. Inga underarter finns listade i Catalogue of Life.